# Hiram M. Curry
Hiram M. Curry oder Hiram M. Currey (* zwischen 1750 und 1760; † nach 1839 in Crawfordsville, Indiana) war ein US-amerikanischer Baptistenprediger und Politiker. Sein zweiter Vorname war je nach Quelle Merack, Merrick, Mirach, Mirick, Myrack oder Myrick.

## Werdegang
Hiram M. Curry wurde während der Regierungszeit von König Georg II. auf dem Gebiet der Dreizehn Kolonien geboren. Über seine Jugendjahre ist nichts bekannt. Nach dem Census von 1783 lebte er zu diesem Zeitpunkt im Tyrone Township (Pennsylvania). Damals lag es noch im Westmoreland County, wurde aber mit der Schaffung des Fayette County im Jahr 1783 Teil dieses Countys. Heute ist es in den Lower Tyrone Township und den Upper Tyrone Township unterteilt. Um 1788 heiratete er Sarah Reagan. Das Paar bekam sieben Kinder: Sarah, Rebecca, Hiram M., Rachel (* 1789), Jane (* 1795), Thomas M. (* um 1796) und Providence Montz (* 1800).
Nach der Steuerliste von 1792 lebten sie im Mason County (Kentucky). Er wurde 1792 als Bewerber zum Predigtamt in Mays Lick (Kentucky) zugelassen. In den Folgejahren war er als Baptistenprediger und Lehrer an der ersten Schule in Mays Lick tätig. Nach den Steuerlisten aus dieser Zeit besaß er zwischen 1792 und 1801 200 Acres Land am Stone Lick Wasserlauf bei Bull Creek (Kentucky), welches er im Laufe der Jahre stückweise verkaufte. Während dieser Zeit vertrat er seine Kirchengemeinden zweimal bei der Elkhorn Baptist Association, und am 19. September 1801 bei einem Treffen der Bracken Association in Stone Lick (Kentucky). In der Folgezeit zog er mit seiner Familie nach Ohio, wo er als Pastor tätig war. Am 26. Juni 1804 führte er eine Trauung im Adams County durch und am 4. Juni 1805 im Franklin County. Er ließ sich 1806 im Salem Township (Champaign County) als Wähler registrieren. Dabei war er weiterhin als Pastor tätig.
Von 1808 bis 1811 vertrat er das Champaign County im Senat von Ohio. Während dieser Zeit wurde er zum Würdigen Meister in seiner Freimaurerloge ernannt sowie ermächtigt 1809 abwechselnd Treffen in Urbana (Ohio) und Springfield (Ohio) abzuhalten. Am 9. Februar 1809 wurde er zum Trustee der Miami University in Oxford (Ohio) ernannt und am 17. Februar 1809 in das Kuratorium der Miami University berufen.
Nach der Steuerliste von 1810 besaß er 100 Acres Land in Buck Creek (Ohio). Seine Wahl in den Senat von Ohio wurde 1810 erfolgreich durch Alexander McBeth angefochten. Am 8. Oktober 1811 wurde er Wähler im Union Township (Champaign County). Er errichtete 1812 ein Blockhaus am Gegenufer von Oldtown (Ohio) am Stony Creek, ungefähr eineinhalb Meilen südlich der Town De Graff (Ohio). Zwischen 1812 und 1814 war er Mitglied der Harmony Lodge in Urabna (Ohio). Während dieser Zeit wurde er am 14. März 1812 wieder Trustee der Miami University. Von 1813 bis 1814 und 1816 vertrat er das Champaign County im Repräsentantenhaus von Ohio. Ferner unterrichtete er um 1816 wieder. Nach den Steuerlisten von 1816 bis 1821 besaß er 170 Acres Land in Buck Creek.
Curry wurde Anfang 1817 zum Treasurer of State von Ohio ernannt, um die Vakanz zu füllen, die durch den Rücktritt von William McFarland am 3. Januar 1817 entstanden war. Beim Besuch des Präsidenten James Monroe in der Hauptstadt von Ohio, Columbus, hielt er im August 1817 eine adäquate Rede. Als Treasurer of State von Ohio beaufsichtigte er um 1818 zusammen mit dem Auditor of State von Ohio Ralph Osborn und dem Secretary of State von Ohio Jeremiah McLene die Verbesserungsmaßnahmen am Staatsgefängnis in Ohio.
Am 12. April 1819 nahm er an der Eheschließung von Rebecca Currey und Joseph Mark im Boone County (Kentucky) teil.
Curry hinterlegte am 17. September 1819 100.070 US-Dollar in der Franklin Bank of Columbus. Diese Geldmittel wurden dann durch John L. Harper von der Bank of the United States in Chillicothe (Ohio) beschlagnahmt. Die Beschlagnahmung erfolgte infolge einer einstweiligen Verfügung vom C.W. Byrd, Richter am United States District Court, in und für den District of Ohio am 22. November 1819 in West Union (Ohio). Außerdem wurde Curry aufgefordert am 23. November 1819 in Chillicothe vor Gericht zu erscheinen. Im weiteren Verlauf sollte er am 6. Dezember 1819 vor der Ohio General Assembly Bericht erstatten. Curry trat im Februar 1820 von seinem Posten als Treasurer of State von Ohio zurück.
Am 30. August 1821 heiratete er Elizabeth Lane im Franklin County (Ohio). Aus der Ehe gingen keine Kinder hervor.
Später zogen sie nach Indiana. Dort führte er von 1828 bis 1839 Gottesdienste in einem Schulgebäude im Sheffield Township (Tippecanoe County) bei den Mitgliedern der Universalist Church of America durch.